# Miłków (Lublin)
Pour les articles homonymes, voir Miłków.
Miłków (prononciation [ˈmiu̯kuf]) est un village de la gmina de Siemień du powiat de Parczew dans la voïvodie de Lublin, situé dans l'est de la Pologne.
Il se situe à environ 5 kilomètres à l'est de Siemień (siège de la gmina), 3 kilomètres à l'ouest de Parczew (siège du powiat) et 47 kilomètres au nord-est de Lublin (capitale de la voïvodie).

## Histoire
De 1975 à 1998, le village est attaché administrativement à l'ancienne Voïvodie de Biała Podlaska.

Depuis 1999, il fait partie de la nouvelle voïvodie de Lublin.